# Michael Barry

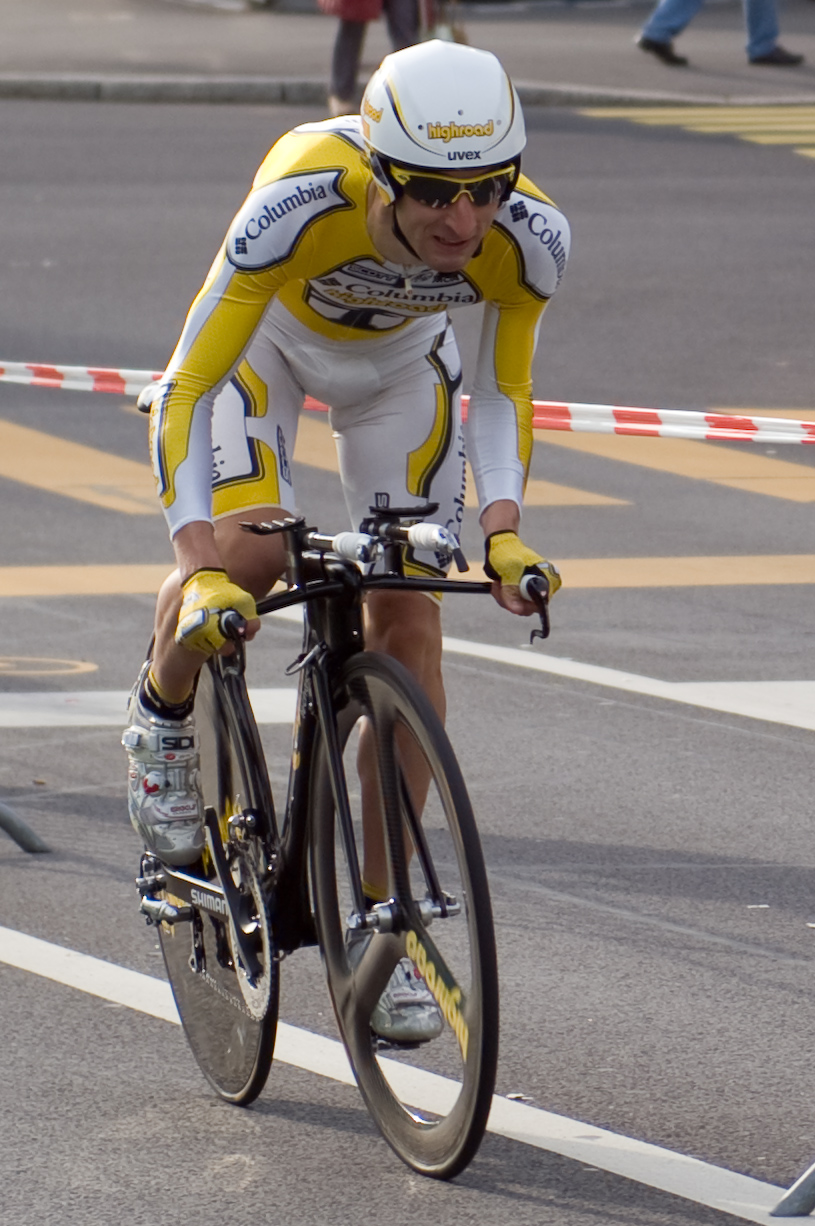
Michael Barry under 2009 års Romandiet runt.

Michael Gerard Barry, född 18 december 1975 i Toronto, Ontario, är en kanadensisk före detta professionell tävlingscyklist. Han deltog i tre Olympiska sommarspel – 1996, 2004 och 2008 – med en åttonde plats i linjeloppet från 2008 som bästa resultat. Michael Barry är gift med den före detta tävlingscyklisten Dede Demet-Barry. 2012 stängdes Barry av för doping och fråntogs alla resultat under perioden 13 maj 2003 till 13 maj 2006.
Som proffs cyklade Barry för stallen Saturn, US Postal Service, T-Mobile Team, Team Columbia-High Road och Team Sky.

## Karriär
Michael Barry deltog i tio Grand Tours – i Vuelta a España 2002, 2003, 2004, 2005 och 2006, i Giro d'Italia 2005, 2009, 2010 och 2011 samt i 2010 års Tour de France – dock utan några framskjutna placeringar.
Barry agerade ofta som domestique, en hjälpryttare, åt mer namnkunniga cyklister. Han var med om att vinna tre lagtempoetapper på Grand Tours – under 2002 och 2004 års Vuelta a España med US Postal Service samt under 2009 års Giro d'Italia med Team Columbia-High Road.
Michael Barry lade av med tävlingscyklandet i september 2012.

## Stall
- Saturn 1999–2001
- US Postal Service 2002–2006
- T-Mobile Team 2007
- Team Columbia-High Road 2008–2009
- Team Sky 2010–2012